# Высокая Грива (Вологодская область)
Высокая Грива — упразднённая деревня в Кичменгско-Городецком районе Вологодской области России. На момент упразднения входила в состав Захаровского сельсовета.

## География
Урочище находится в восточной части области, в подзоне средней тайги, на правом берегу реки Шарженьги, на расстоянии примерно 18 километров (по прямой) к северо-северо-западу от села Кичменгский Городок, административного центра района. Абсолютная высота — 170 метров над уровнем моря.

### Климат
Климат характеризуется как умеренно континентальный, с холодной продолжительной зимой и умеренно тёплым летом. Среднегодовая температура воздуха — +2,3 °C. Средняя температура воздуха самого холодного месяца (января) — −11,3 °C (абсолютный минимум — −49 °С), средняя температура самого тёплого (июля) — +17,4 °С (абсолютный максимум — +37 °С). Годовое количество атмосферных осадков составляет около 608 мм, из которых 426 мм выпадает в период с апреля по октябрь.

## История
По состоянию на 1 января 1973 года входила в состав Захаровского сельсовета. Упразднена в 2001 году.